# Галликанство
Галлика́нство, Галликанизм (фр. Gallicanisme) — термин, объединяющий церковные, политические и правовые учения и доктрины, распространённые во Франции в Средневековье и Новое время. Две основные идеи галликанства — определённая независимость национальной Церкви от папской власти и признание за государством или монархом права иметь властные полномочия во французской Церкви.
Идеи галликанства в определённой мере схожи с положениями англиканства, однако в отличие от него не подразумевают полный разрыв с папством, а лишь ограничение его влияния на национальную церковь. Галликанское учение об ограничении папской власти во многом перекликается с положениями концилиаризма.
Несмотря на то, что корни галликанизма весьма древние, сам термин «галликанство» впервые был употреблён лишь на Первом Ватиканском соборе. До этого галликанские положения формулировались описательно — «свободы и привилегии галльской церкви» и т. д. Слово «галликанство» восходит к древнему названию Франции «Галлия».

## История

### Ранний период
Корни галликанского движения восходят ещё к рубежу I и II тысячелетия. При Каролингах королевская власть осознавалась в том числе и как особая служба избранника Бога и защитника Церкви. Клюнийская реформа монашества в X—XI веках привела к созданию обширной сети монастырей, подчинявшихся папе и независимых от местных епископов, что способствовало углублению противоречий между папством и французским епископатом.
Король Людовик Святой, несмотря на свою глубокую набожность и вероисповедную верность Святому Престолу, уверенно проводил политику на подчинение французского духовенства юрисдикции короля в светских делах, поддержку практики избрания епископов капитулами и закрепление за французской Церковью права созывать свои соборы без санкции Рима. В 1247 году Людовик Святой направил Святому Престолу ноту протеста, составленную в весьма сильных выражениях, где он протестовал против вмешательства папства в отношения короля Франции и французской Церкви.

### XIV—XVI век
Появление галликанизма, как доктрины, обязано конфликту французского короля Филиппа Красивого с папой Бонифацием VIII в начале XIV века, носившего в своей основе чисто фискальный характер — могущественный и самовластный король не мог смириться с потерей значительной части своих доходов, уходивших из страны в Рим в качестве церковного налога.
В ходе Великого западного раскола сепаратистские тенденции во французской церкви усилились. Длительная борьба пап и антипап утомила высшие государственные и церковные силы страны. На соборе епископов Франции 27 июля 1398 года при поддержке короля Карла VI было решено отказать в поддержке авиньонскому антипапе Бенедикту XIII, не признавая в то же время римского папу Бонифация IX. Фактически единственным законным главой французской Католической церкви в этот период являлся король, а все церковные налоги оставались в стране. Серьёзных последствий это решение не имело, поскольку вскоре с новой силой вспыхнула Столетняя война, в ходе которой само существование французского королевства оказалось под вопросом.
В 1438 году после благоприятного для Франции перелома в войне и окончания Базельского собора, подтвердившего основные положения концилиаризма, король Карл VII созвал собор французского духовенства в городе Бурже. Этот собор 7 июля 1438 года принял т. н. «Прагматическую санкцию», которая формализовала основные идеи галликанства. «Прагматическая санкция» в полной мере утверждала решения Базельского собора о приоритете Вселенского собора над личной властью Папы, провозглашала полную независимость короля Франции от папы в мирских делах, устанавливала подсудность французского духовенства светскому французскому правосудию и наделяла короля правами назначать своих кандидатов на церковные должности. Философско-богословская подоплёка галликанства развивалась богословами Парижского университета.
Надзор за соблюдением положений «Прагматической санкции» был возложен на Парижский парламент, что дало последнему повод для вмешательства в церковные дела. В последующие года нередко возникали конфликты между парламентом и французским духовенством, включая сторонников галликанства.
«Прагматическая санкция» действовала менее ста лет. Пятый Латеранский собор 1512—1514 годов объявил недействительными положения Констанцского и Базельского соборов о приоритете решений Собора над решениями папы и привёл к затуханию концилиарного движения. В 1516 году папа Лев X и король Франции Франциск I подписали в Болонье конкордат, который действовал до 1790 года. Согласно его компромиссным положениям Франция отказывалась от тезиса о приоритете Собора, но король сохранял право пожалования церковных бенефициев и сбора доходов с епархий.

### XVII—XVIII века
Галликанские идеи, тем не менее, были широко распространены в обществе. Многие богословы и светские деятели, особенно из числа членов Парижского парламента, публиковали труды, в которых настаивали на тезисах о невмешательстве папы во французские церковные дела. Новый подъём галликанство испытало в период правления Людовика XIV, абсолютизм которого был мало совместим со вмешательством из-за границы в любые внутренние французские вопросы. С ведома короля ассамблея французского духовенства приняла 19 марта 1682 года «Декларацию галликанского клира», четыре артикула которой были составлены Боссюэ и считаются манифестом галликанства:
- Святой Пётр и его преемники, викарии Иисуса Христа, и сама Церковь получили от Бога власть только над духовным. Короли и монархи не подчиняются в миру никакой церковной власти, Папа не имеет власти лишать их престола.
- Святой Апостольский престол и преемники Святого Петра имеют полноту власти в области духовной, но при условии уважения высшей власти Вселенских соборов, как оно определено на Констанцском соборе.
- Применение апостольской власти должно соответствовать канонам, установленным Святым Духом и закреплённым всеобщим уважением всех людей. Правила, нравы и конституции, принятые в королевстве и Церкви Франции, должны иметь силу и крепость, и их применение должно оставаться непоколебимым.
- В вопросах веры роль Папы преимущественна, и его декреты касаются всех церквей и каждой церкви в отдельности; но его суждение не может считаться неизменным, раз навсегда данным, если только Церковь не санкционирует его[4].

Папа Иннокентий XI осудил Декларацию. В Конституции папы Александра VIII Inter multiplices осуждение было повторено, причём до отмены декларации Святой Престол отказался утверждать французских епископов. В 1693 году Людовик XIV направил в Рим послание, где отказался от положений декларации. Тем не менее, галликанские идеи были популярны во Франции в течение всего XVIII века.

### XIX век
Во время Великой французской революции во Франции в 1790 году было введено гражданское устройство духовенства, вызвавшее ожесточённый отпор папского престола и большей части французского клира. Конфликт был урегулирован заключением в 1802 году конкордата Наполеона. Постепенно галликанство начало терять популярность, идея государственного контроля над Церковью была запятнана репрессиями революционной власти против народа и духовенства. Церковный консерватизм и ультрамонтанство, выразителем которых был Жозеф де Местр, постепенно набирали вес, хотя ряд высокопоставленных клириков, таких как архиепископ Парижа Жорж Дарбуа, частично или полностью разделяли галликанские идеи.
Споры между ультрамонтанами и галликанистами закончились с принятием на Первом Ватиканском соборе догмата о папской безошибочности. После этого галликанизм потерял возможность для существования как богословской доктрины в рамках Католической церкви. Второй фундамент галликанизма, о властных полномочиях светских властей во французской церкви утратил силу с принятием в 1905 году Закона о разделении Церкви и государства, в котором светская власть отказалась от вмешательства во внутренние дела Церкви, епископы во Франции стали назначаться папой